# Lake Hope (Colorado)
Lake Hope ist ein See an der Ostflanke des San Miguel Peaks, über dessen Gipfel die Grenze zwischen dem San Miguel County im Norden und dem Dolores County im Südwesten und dem San Juan County im Süden verläuft. Der See liegt im Südwesten des US-Bundesstaates Colorado, etwa 1500 Meter östlich des Hauptgipfels und nördlich des Ostgipfels in 3617 m über dem Meeresspiegel. Fuller Peak und Vermillion Peak liegen nordöstlich in etwa zwei Kilometern Entfernung.
Der See hat eine Fläche von etwa 14 Hektar und seine Uferlänge beträgt etwa 2000 m. Er wird von Südwesten durch einen Bachlauf gespeist, der mehrere Tümpel miteinander verbindet. Er gehört zum Uncompahgre National Forest, liegt aber oberhalb der Baumgrenze. Der natürliche Abfluss des Sees ist der Lake Fork, der sich ohne wesentliche Zuflüsse nach einigen Kilometern in Richtung Nordwesten in den Groundhog Gulch ergießt.